# Paepalanthus rhizocephalus
Paepalanthus rhizocephalus är en gräsväxtart som beskrevs av Silveira. Paepalanthus rhizocephalus ingår i släktet Paepalanthus och familjen Eriocaulaceae. Inga underarter finns listade i Catalogue of Life.